# Jordan Smotherman
Jordan LaVallée Smotherman, född 11 maj 1986 i Corvallis i Oregon, är en amerikansk ishockeyspelare.

## Karriär
Smotherman föddes i Corvallis och flyttade till Binghamton vid en ålder av två år innan hans familj bosatte sig i Boston. Efter att Jordan började spela i Quebec Remparts, gick han under namnet Jordan Lavallée för att anknyta med Quebecs fanskara, eftersom hans mor Maureen var fransk-kanadensisk. År 2006 vann han och Quebec Remparts Memorial Cup.
Han draftades av Atlanta Thrashers i den fjärde omgången, 116:e totalt, i NHL Entry Draft 2005. Hans första NHL-mål, assisterad av Niclas Hävelid, gjordes i hans andra match med Thrashers mot Craig Anderson i Florida Panthers den 1 april 2008.
Efter att ha tillbringat större delen av sitt treåriga kontrakt inom Thrashers organisation i deras AHL-lag Chicago Wolves, blev Smotherman i början av säsongen 2009-10 trejdad till Columbus Blue Jackets. I samband med detta bytte Jordan efternamn till Smotherman, för att hedra sin far som avled år 2008. Han flyttades därefter ned till Columbus AHL-lag Syracuse Crunch, där han gjorde 10 mål och 32 poäng på 78 matcher.
Inför säsongen 2010-11 blev Smotherman inbjuden till Boston Bruins träningsläger på try-out men fick inget kontrakt och skrev senare på för Bostons AHL-lag Providence Bruins. Efter säsongen i Providence Bruins flyttade Smotherman till Europa och danska Esbjerg. I Esbjerg gjorde Smotherman 60 poäng på 39 matcher och vann Superisligaens skytteliga, poängliga och blev även invald i ligans All Star-lag 
Inför säsongen 2012-13 värvades Smotherman av allsvenska Tingsryds AIF. I Tingsryd vann han lagets interna poängliga och kom på en delad andraplats, tillsammans med Michael Raffl, i Hockeyallsvenskans skytteliga med 24 mål. Trots detta kunde han inte hindra Tingsryd från att bli nedflyttade till Division 1 efter att ha kommit trea i kvalserien till Allsvenskan.
Den 23 maj 2013 skrev Smotherman på ett ettårskontrakt med Karlskrona HK. Även i Karlskrona vann Smotherman den interna poängligan och delade tredjeplatsen i Hockeyallsvenskans skytteliga med Daniel Viksten på 23 mål. Den 3 april 2014 signerade Smotherman ett ettårskontrakt med Pelicans i SM-liiga. 2015 flyttade Smotherman till Ängelholm och Rögle BK.

## Spelarstatistik
| 2002–03    | Quebec Remparts   | QMJHL         | 55 | 3  | 6  | 9  | 54  | 11 | 0 | 1 | 1  | 0  |
| 2003–04    | Quebec Remparts   | QMJHL         | 69 | 11 | 16 | 27 | 111 | 5  | 2 | 0 | 2  | 6  |
| 2004–05    | Quebec Remparts   | QMJHL         | 64 | 40 | 26 | 66 | 108 | 13 | 5 | 2 | 7  | 26 |
| 2005–06    | Quebec Remparts   | QMJHL         | 37 | 18 | 19 | 37 | 34  | 23 | 7 | 8 | 15 | 30 |
| 2006–07    | Chicago Wolves    | AHL           | 79 | 16 | 18 | 34 | 90  | 14 | 7 | 1 | 8  | 8  |
| 2007–08    | Chicago Wolves    | AHL           | 76 | 20 | 22 | 42 | 73  | 23 | 3 | 5 | 8  | 16 |
| 2007–08    | Atlanta Thrashers | NHL           | 2  | 1  | 1  | 2  | 0   | —  | — | — | —  | —  |
| 2008–09    | Chicago Wolves    | AHL           | 64 | 18 | 12 | 30 | 94  | —  | — | — | —  | —  |
| 2008–09    | Atlanta Thrashers | NHL           | 2  | 0  | 0  | 0  | 0   | —  | — | — | —  | —  |
| 2009–10    | Syracuse Crunch   | AHL           | 78 | 10 | 22 | 32 | 75  | —  | — | — | —  | —  |
| 2010–11    | Providence Bruins | AHL           | 71 | 14 | 12 | 26 | 68  | —  | — | — | —  | —  |
| 2011–12    | Esbjerg           | Superisligaen | 39 | 31 | 29 | 60 | 73  | 5  | 1 | 3 | 4  | 10 |
| 2012–13    | Tingsryds AIF     | HA            | 52 | 24 | 12 | 36 | 126 | 10 | 2 | 6 | 8  | 18 |
| 2013–14    | Karlskrona HK     | HA            | 47 | 23 | 20 | 43 | 75  | 6  | 4 | 8 | 12 | 6  |
| 2014-15    | Rögle BK          | HA            | 3  | 3  | 1  | 4  | 0   | —  | — | — | —  | —  |
| NHL totalt | NHL totalt        | NHL totalt    | 4  | 1  | 1  | 2  | 0   | —  | — | — | —  | —  |